# Fiholm, Västmanland
Fiholm är ett säteri och fideikommiss i Rytterne socken i Västerås kommun i Västmanland.

## Historik
På 1300-talet ägdes säteriet av biskoparna i Västerås. Vid reformationen drogs det in till kronan och Gustav Vasa gav det sedan till hertig Karl vid sin bortgång. Från 1561 till 1569 var Fiholm del av en förläning till Gustav Vasas änkedrottning Katarina Stenbock.
År 1623 förlänades Fiholm till greve Gustaf Horn af Björneborg och utgjorde sedan Gustav II Adolfs morgongåva till drottning Maria Eleonora. Efter några decennier gav Karl X Gustav egendomen till drottning Hedvig Eleonora. 1715 drogs det åter in till kronan när drottningen dog.
Egendomen bortbyttes 1723 till Catharina von Rosenfeldt, gift med Gustaf Wattrang, som vederlag mot Rådmansö. Genom arv och giftermål hamnade slottet i friherre Karl Johan Ridderstolpes ägo. 1779 gjorde Ridderstolpe Fiholm till fideikommiss vilket, 2004, i samband med arvskifte upphörde och ersattes med ett fideikommissaktiebolag som fortsatt ägs inom släkten.
Den nuvarande huvudbyggnaden är av sten i två våningar under mansardtak och har två envåningsflyglar. Den uppfördes åren 1768–1772 av Karl Johan Ridderstolpe efter ritningar av Johan Sebastian af Uhr och omges av trädgård och park. I huvudbyggnaden finns en värdefull porträttsamling.